# Каламкас
Каламкас — газонефтяное месторождение в Мангистауской области Казахстана, на полуострове Бузачи, в 280 км к северо-востоку от г. Актау. Относится к Северо-Бузашинской нефтегазоносной области. Структура выявлена сейсморазведочными работами в 1974 году, поисковое бурение начато в 1976 году. Освоение началось в 1979 году.
Разрез месторождения представлен терригенными отложениями триасового, юрского и нижнемелового возрастов с максимальной вскрытой толщиной 2395 м. Залежи на глубине 0,5-1,1 км (по другим данным, 505—936 м). Высота залежей изменяется в пределах 16,6—67 м для газовых и 16,8—124 м для нефтяных. Общая толщина продуктивных пластов колеблется от 4 до 28 м, эффективная — от 4,2 до 10,3 м. Коэффициенты нефтенасыщенности 0,66—0,72, газонасыщенности 0,32—0,69. Начальные дебиты нефти 26,4-62,1 м³/сут. Плотность нефти 902—914 кг/м³, сернистые (содержание серы 0,1 — 0,3 %), парафинистые, высокосмолистые, с газонасыщенностью 25 м³/т. Свободные газы нижемеловых залежей по составу метановые, в них практически отсутствуют тяжёлые углеводороды (0,85 %), нет азота, содержание углекислого газа не превышает 0,31 %. Начальное пластовое давление 6,5—9,6 МПа, температура 30—38°С.
Характерной особенностью нефтей является наличие в них промышленных концентраций ванадия и никеля.
Геологические запасы нефти — 500 млн тонн.
В настоящее время разработку месторождения ведёт компания ОАО «Мангистаумунайгаз». Добыча нефти в 2008 году составила 4,2 млн тонн.

## Каламкас Северный
В начале XXI века новыми геофизическими методами поиска было открыто морское продолжение Каламкаса, получившее название «Каламкас Северный». Продуктивные отложении находятся на глубине 0,5—1,4 км. Нефтегазоносность установлена меловыми, юрскими и верхнетриасовыми отложениями.
Общие балансовые запасы месторождения «Каламкас Северный» составляют 500 млн тонн. Проектная добыча нефти должна составить от 3 до 15 млн тонн в год.
Оператором месторождения «Каламкас Северный» является казахстанская нефтяная компания Казмунайгаз.